# 오카가타촌 (후쿠오카현)
오카가타촌(岡県村)은 후쿠오카현 온가군에 설치되었던 촌이다. 현재의 오카가키정에 해당한다.